# 東京電子専門学校
東京電子専門学校（とうきょうでんしせんもんがっこう）は、東京都豊島区東池袋の専修学校。設置者は学校法人電波学園。総務省、経済産業省、厚生労働省、国土交通省の4省が認定する専修学校であり、条件に達していれば各国家資格の受験の全部または一部が免除される。医療、コンピュータ、電子・電気の総合学園。

## 沿革
- 1946年（昭和21年）東京ラジオ技術講習所として発足。
- 1952年（昭和27年）東京ラジオ技術学校に改称。
- 1955年（昭和30年）専修学校として初の学校法人に認定される。東京テレビ技術学校に改称。
- 1958年（昭和33年）東京テレビ専門学校に改称。
- 1961年（昭和36年）電子工学科新設。
- 1965年（昭和40年）東京電子専門学校に改称。
- 1966年（昭和41年）部科再編により、放送技術科、テレビ技術科、テレビ専修科となる。
- 1967年（昭和42年）電子計算機科、医学電子科、通信工学科、電気工学科、高等科を開設。北池袋に第一学生寮が完成。
- 1968年（昭和43年）電気工学部電気工事科を新設。
- 1969年（昭和44年）診療放射線学科を新設。
- 1973年（昭和48年）臨床検査学科開講。
- 1983年（昭和58年）研修施設「軽井沢セミナーハウス」が完成。
- 1984年（昭和59年）新鋭機種を充実させた各分野の実習設備を有する3号館が完成。
- 1986年（昭和61年）電子計算機科を情報処理科に改称。
- 1987年（昭和62年）教育会館（5号館）が完成。コンピュータ科新設。
- 1988年（昭和63年）臨床工学科新設（医学電子科を発展）。通信工学科を情報通信科と改称。
- 1990年（平成2年）情報ビジネス科新設。コンピュータ科を情報システム科と改称。
- 1996年（平成8年）学校創立50周年。
- 1997年（平成9年）学生寮「サンライトS・H」が完成。
- 2004年（平成16年）国家試験電気工事施工管理技士の受験資格認定を受け、4省（総務省、経済産業省、厚生労働省、国土交通省）認定校になる。
- 2009年（平成21年）3号館に総合的な医療実習の行える「メディカルトレーニングセンター」を拡充。
- 2013年（平成25年）「X線テレビ」と「64列ヘリカルCTスキャナー」をリニューアル。
- 2015年（平成27年）さらなる発展と教育環境の充実を進めるため、「70周年プロジェクト」として2棟の新校舎のうち、新1号館の建設に着工。
- 2016年（平成28年）学校創立70周年。セキュリティ・ネットワーク科を新設。
- 2017年（平成29年）新1号館が完成。
- 2018年（平成30年）新2号館の建設に着工。
- 2019年（令和元年）新2号館が完成。「70周年プロジェクト」が完了。

## 設置学科
- 医療技術系
  - 診療放射線学科（専門課程、3年）
  - 臨床工学科（専門課程、3年）
  - 臨床検査学科 （専門課程、3年）
- 情報システム系
  - ウェブ・メディア科（専門課程、2年）
    - ウェブ・デザインコース

  - 情報処理科（専門課程、2年）
    - システム開発コース
    - システム活用コース

  - 情報処理科3年制（専門課程、3年）
  - 高度情報システム科（専門課程、4年）
  - セキュリティ・ネットワーク科（専門課程、3年）※2016年4月開設
- 電子・電気系
  - 電子技術科（専門課程、2年）
  - 電気工学科（専門課程、2年）

過去に設置されていた学科
- 総合エレクトロニクス科（専門課程、2年）※2009年4月に電子技術科へ科名変更
- 電気工事科（高等課程、1年）※2009年から募集休止

## 資格関連

### 取得できる資格
- 診療放射線技師国家試験受験資格（診療放射線学科）/厚生労働省認定
- 臨床工学技士国家試験受験資格（臨床工学科）/厚生労働省認定
- 臨床検査技師国家試験受験資格（臨床検査学科）/厚生労働省認定
- 第一級陸上特殊無線技士 単位取得後の申請のみで取得（電子技術科）/総務省認定
- 甲種危険物取扱者受験資格（臨床工学科、臨床検査学科）/総務省認定
- 1級電気工事施工管理技士 実務経験5年で受験資格取得（電気工学科）/国土交通省認定
- 2級電気工事施工管理技士 実務経験2年で受験資格取得（電気工学科）/国土交通省認定

### 免除される資格
- 基本情報技術者 - 午前試験免除（情報システム系学科）/経済産業省認定
- 第二種・三種電気主任技術者 - 卒業後実務経験を経て取得（電気工学科）/経済産業省認定
- 第二種電気工事士 - 筆記試験免除（電気工学科）/経済産業省認定
- 工事担任者（第一級・第二級デジタル通信）（第一級・第二級アナログ通信）（総合通信） - 一部試験科目免除（電子技術科）/総務省認定

取得目標資格
- 第1種ME技術実力検定（臨床工学科）/日本生体医工学会
- 第2種ME技術実力検定（臨床工学科、臨床検査学科）/日本生体医工学会
- 中級バイオ技術者認定（臨床検査学科）/日本バイオ技術教育学会
- 上級バイオ技術者認定（臨床検査学科）/日本バイオ技術教育学会
- 第1種放射線取扱主任者（診療放射線学科）/原子力規制委員会
- 第2種放射線取扱主任者（診療放射線学科）/原子力規制委員会
- ITパスポート（情報システム系学科、臨床検査学科）/経済産業省
- 基本情報技術者（情報システム系学科）/経済産業省
- 応用情報技術者（情報処理科、情報処理科3年制、高度情報システム科）/経済産業省
- 高度情報処理技術者試験（情報処理科、情報処理科3年制、高度情報システム科、セキュリティ・ネットワーク科）/経済産業省
- 情報セキュリティマネジメント試験（情報処理科、情報処理科3年制、高度情報システム科、セキュリティ・ネットワーク科）/経済産業省
- 情報処理安全確保支援士（情報処理科、情報処理科3年制、高度情報システム科、セキュリティ・ネットワーク科）/経済産業省
- 情報セキュリティ初級認定試験（セキュリティ・ネットワーク科）/全日本情報学習振興協会
- オラクルマスター（情報処理科、情報処理科3年制、高度情報システム科）/オラクル
- シスコ技術者認定（情報処理科、情報処理科3年制、高度情報システム科、セキュリティ・ネットワーク科）/シスコシステムズ
- Java技術者認定（情報処理科、情報処理科3年制、高度情報システム科）/オラクル
- Linux技術者認定試験（情報処理科、情報処理科3年制、高度情報システム科、セキュリティ・ネットワーク科）/LPI-Japan
- マイクロソフトオフィススペシャリスト (MOS) 試験（情報システム系学科、電子技術科）/マイクロソフト
- MTAネットワーク・セキュリティ（情報処理科、情報処理科3年制、高度情報システム科、セキュリティ・ネットワーク科）/マイクロソフト
- Web検定（ウェブ・メディア科）/全日本能率連盟
- アドビ認定アソシエイト（ウェブ・メディア科）/アドビ
- 色彩検定（ウェブ・メディア科）/色彩検定協会
- CompTIA認定資格（情報処理科、情報処理科3年制、高度情報システム科、セキュリティ・ネットワーク科）/CompTIA
- UMLモデリング技能認定（情報処理科、情報処理科3年制、高度情報システム科）/UMTP
- 第一種電気工事士（電気工学科）/経済産業省
- 第二種電気工事士（電気工学科）/経済産業省
- エネルギー管理士（電気工学科）/経済産業省
- 家電製品エンジニア（電子技術科）/家電製品協会
- 情報配線施工技能検定（電子技術科）/高度情報通信推進協議会
- 工事担任者（第一級・第二級デジタル通信）（第一級・第二級アナログ通信）（総合通信）（電子技術科）/総務省
- 消防設備士（甲種・乙種第4類、乙種第7類）（電気工学科）/消防試験研究センター
- Autodesk Inventor プロフェッショナル認定資格（電子技術科）/オートデスク

## 学生生活
すべて昼間制学科のため、休暇期間を除いて平日の夕刻まで授業が行われる。

### 学事予定
4月
入学式、ガイダンス、健康診断
5月
創立記念日（5月20日）
7月・8月
前期中間試験、夏季休暇
9月
学期末試験
10月
電波学園祭
11月
後期中間試験
12月
専門学校ロボット競技会、冬季休暇
1月
冬季休暇、学期末試験
3月
卒業式、春季休暇

### 電波学園祭
毎年10月下旬の土、日曜日を利用して行われる学園祭で、一般の入場も可。全学科の学生が参加して、校内で模擬店や学科別の展示、発表などが公開される。また2日目は入学希望者対象のイベントも同日開催される。なお、新型コロナウイルス感染拡大防止のため、2年連続で未開催となっていたが、2023年から再開した。

## 施設
全学科の学生が以下の校舎を利用する。校舎屋上にある電波塔は首都高速道路からも見えるため、学校のシンボルとなっている。

### 1号館
- 臨床検査技術実習室・微生物学実習室・電子工学実習室・工学技術実習室・第5、7、10PC実習室・学生ホール・学生ラウンジ・セブン-イレブン電波学園店（学校利用者のみ・営業時間：開講日8時 - 16時半）など。

### 2号館
- エントランスホール・屋上テラス・学生ホール・第4PC実習室・大講堂など。

### 3号館
- メディカルトレーニングセンター・ヘリカルCTスキャナー実習室・電子顕微鏡実習室・第2、3PC実習室・強電実験室・電子技術実習室・PCオープンスペースなど。

### 5号館（教育会館）
- 図書室・自習室・学生ラウンジ・高電圧実習室・第6、8、9PC実習室など。

### 学生寮
- 学校専用「サンライトSH」が学校より徒歩1分の場所にある。

### 軽井沢セミナーハウス
- 学校専用の研修施設。学生は事前申込により利用できる。学科によっては研修で使用する。

## アクセス
- 池袋駅東口徒歩5分。
- 東池袋駅徒歩3分。

## 出身者
- 岡田和生（ユニバーサルエンターテイメント創業者）